# Jastrzębie Zdrój Zofiówka
Jastrzębie Zdrój Zofiówka – zlikwidowany przystanek osobowy w Jastrzębiu-Zdroju, w województwie śląskim, w Polsce. Znajdował się na wysokości 241 m n.p.m. Przystanek powstał w sołectwie Moszczenica w kolonii Zofiówka.

## Historia
Przystanek osobowy został otwarty 1 grudnia 1935 roku. Wybudowano niewielki modernistyczny budynek z poczekalnią i kasami oraz szalety. Przystanek posiadał pojedynczy peron zlokalizowany na łuku. W okresie powojennym niedaleko przystanku została zlokalizowana bocznica dla kopalni węgla kamiennego "Moszczenica". W 1993 roku kasa biletowa została zamknięta. Po zawieszeniu kursowania pociągów towarowych w 1999 roku przystanek kolejowy został zlikwidowany. W sierpniu 2004 roku zlikwidowano torowisko. Zdewastowane zabudowania zostały wyburzone w 2016 roku. Zachowano betonową krawędź peronową.